# Amadeu Teixeira
Amadeu Teixeira (Amazonas, 30 de junho de 1926 – Manaus, 7 de novembro de 2017) foi um treinador de futebol brasileiro. Durante 53 anos, comandou o América-AM, clube que ajudou a fundar. É o técnico que ficou mais tempo comandando um clube no futebol mundial.
Segundo sua neta, Bruna Teixeira, presidente do América, aos 13 anos esteve na fundação do clube e atuou como massagista e fisioterapeuta até virar técnico. Em 2017, aos 91 anos, Amadeu tinha dificuldades de audição e de fala, mas continuava participando de eventos esportivos na capital amazonense, até a sua morte em novembro do mesmo ano. 

## Morte
Amadeu Teixeira, morreu vítima de falência múltipla de órgãos. Ele estava internado na Unidade de Terapia Intensiva (UTI) de um hospital particular na Zona Centro-Sul Manaus há cerca de três meses, após sofrer um acidente doméstico.

## Homenagem
Em homenagem a Amadeu, o principal ginásio poliesportivo de Manaus recebeu o seu nome. 

## Títulos
América-AM

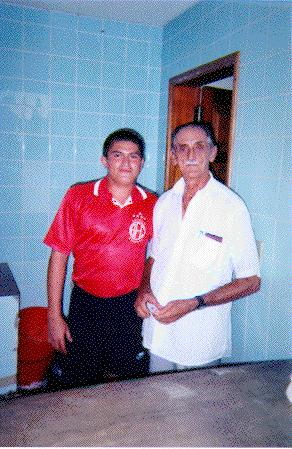
Foto do Amadeu junto com um torcedor

- Campeonato Amazonense (1 título): 1994
- Taça Cidade de Manaus (1 título): 1994
- Torneio Presidente Castelo Branco (1 título): 1964
- Campeonato Amazonense - Segunda Divisão (1 título): 1960, 1962

- Torneio Início ACLEA (3 títulos): 1965, 1986, 1996